# David Mountbatten

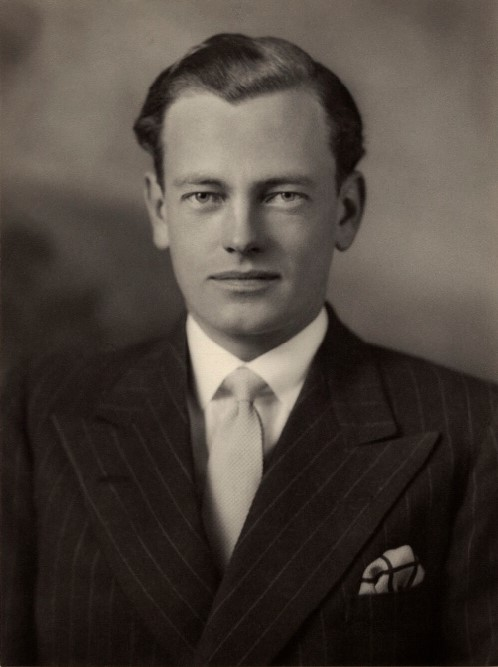
David Mountbatten

David Michael Mountbatten, 3e Markies van Milford Haven (Edinburgh, 12 mei 1919 — Londen, 14 april 1970) was de zoon van George Mountbatten (2de Markies van Milford Haven) en Nadezhda (Nada / Nadejda) Mikhailovna de Torby (1896-1963).
Zijn grootouders zijn Lodewijk Alexander van Battenberg, Victoria Maria van Hessen-Darmstadt, Michaël Michajlovitsj van Rusland en Sophie Nikolaievna van Merenberg gravin van Torby. Ook is David familie van de Russische schrijver Aleksandr Poesjkin.
David was goede vrienden met zijn neef Philip van Griekenland en Denemarken; hij was diens getuige op diens huwelijk met prinses Elizabeth Alexandra Mary Windsor, de voormalige koningin van het Verenigd Koninkrijk.
David trouwde eerst met Romaine Dahlgren Pierce (17 juli 1923 - 15 februari 1975) op 4 februari 1950 in Washington D.C., Verenigde Staten. Ze scheidden in 1954 in Mexico.
Hij trouwde voor de tweede keer met Janet Mercedes Bryce (29 september 1937) op 17 november 1960 in de St. Andrew's Kerk, Frognal, Londen. Ze kregen twee kinderen:
- George Mountbatten, 4de Markies van Milford Haven (6 juni 1961)
- Lord Ivar Mountbatten (9 maart 1963)

Hij overleed door een hartaanval op 50-jarige leeftijd in Londen.

## Titels
- Burggraaf Alderney (1919-1921)
- Graaf van Medina (1921-1938)
- De Hooggeboren De Markies van Milford Haven (1938-1970)